# New Jerusalem (Pennsylvanie)
New Jerusalem est une census-designated place située dans le comté de Berks, dans le Commonwealth de Pennsylvanie, aux États-Unis. Sa population, qui s’élevait à 649 habitants lors du recensement de 2010, est estimée à 644 habitants au 1er juillet 2020.

## Source
- (en) Cet article est partiellement ou en totalité issu de l’article de Wikipédia en anglais intitulé « New Jerusalem, Pennsylvania » (voir la liste des auteurs).

1. ↑  (en) « New Jerusalem, Pennsylvania Population » [« Données sur New Jerusalem, Pennsylvanie »](Archive.org • Wikiwix • Archive.is • Google • Que faire ?), sur censusviewer.com (consulté le 10 janvier 2021).
2. ↑  (en) « New Jerusalem, Pennsylvania - Basic Facts » [« Estimations sur New Jerusalem »], sur pennsylvania.hometownlocator.com (consulté le 10 janvier 2021).